# Fumaça (Resende)
Fumaça é um distrito do município de Resende, no estado do Rio de Janeiro.  O distrito possui  cerca de 800 habitantes e está situado na região norte do município. 

## História

### Os primeiros habitantes
Os primeiros habitantes da região foram os índios puris, que até 1780, povoavam toda extensão regada pela bacia hidrográfica do rio Paraíba do Sul. Estes indígenas eram hábeis pescadores e consumiam vegetais e animais que encontravam em incursões em mata. 
Em razão do avanço da colonização portuguesa nesta região, incursões indígenas geravam confrontos frequentes com os colonos que ali se instalavam. Devido a isto, em 1782, o governo provincial enviou a região o sargento-mor Joaquim Xavier Curado para resolver a situação, reprimindo os indígenas com violência.  A campanha resultou na morte e escravidão de muitos indígenas. No entanto, um grupo de indígenas liderado por um cacique de nome Mariquita rendeu-se e aceitou as condições impostas pelos colonizadores, onde ficariam confinados em sua própria aldeia em tempo integral para ser catequizados. Esta aldeia puri ficava situada às margens de um dos afluentes do Rio Preto. Assim, em 1788, um ato provincial estabeleceu o confinamento indígena naquele local, denominando-o como Aldeia de São Luís Beltrão. O sacerdote católico Henrique José de Carvalho ficou encarregado de catequizar os indígenas. Na aldeia também foi construído um templo católico em homenagem a São Luís Beltrão. 
Porém, a aldeia passou a enfrentar dificuldades devido a falta de mantimentos produzidos internamente, o que provocou a fuga massa de índios, incluindo a fuga do próprio cacique Mariquita. Em 1791, foi mobilizada uma expedição pelas matas da região para devolver os índios fugitivos à aldeia. A expedição logrou êxito e os fugitivos foram encontrados, inclusive Mariquita.
A aldeia permaneceu até o fim da década de 1820 quando colonos avançaram sobre áreas indígenas e estragaram suas plantações com o gado. Em 1835, um último relato cita uma diminuição drástica na população da aldeia, período no qual a última aldeia puri foi extinta. 

### Formação administrativa
Em 1801, por meio de ato administrativo, o então povoado de Nossa Senhora da Conceição do Campo Alegre da Paraíba Nova foi elevado a categoria de vila com a denominação Resende.  Surgiu então o município de Resende, que passou a ser constituído por distritos. Com o decorrer das décadas, e em razão de mudanças administrativas, houve algumas modificações na nomenclatura e quantidade de distritos. Na década de 1850, o município era formado por quatro distritos: Campo Belo, São Vicente Ferrer, Vargem Grande e Resende. Em dezembro de 1938, é criado o distrito de Fumaça, que então passou a abranger a porção norte do município. 

## Loteamentos
Fumaça é um distrito predominantemente florestal, com algumas áreas voltadas à agricultura. No entanto, o distrito possui alguns loteamentos em seu pequeno perímetro urbano.

### Vila da Fumaça
Vila da Fumaça é o principal loteamento do distrito. Formado na antiga Aldeia de São Luís Beltrão, o loteamento é conhecido por ser o local onde habitaram os últimos índios da etnia puri. 

## Natureza
Formada pelo Rio Preto, a Cachoeira da Fumaça é a maior cachoeira do estado do Rio de Janeiro. Situada a 6 km de distância da Vila da Fumaça, a cachoeira possui 2 km de extensão e 200 m de queda d'água. Para garantir sua preservação, em dezembro de 1988 foi criado o Parque Natural Municipal da Cachoeira da Fumaça, que possui uma área de 180 alqueires, com grandes extensões de mata preservada e muitas nascentes. 